# Greifensee-Storen-Wildsberg

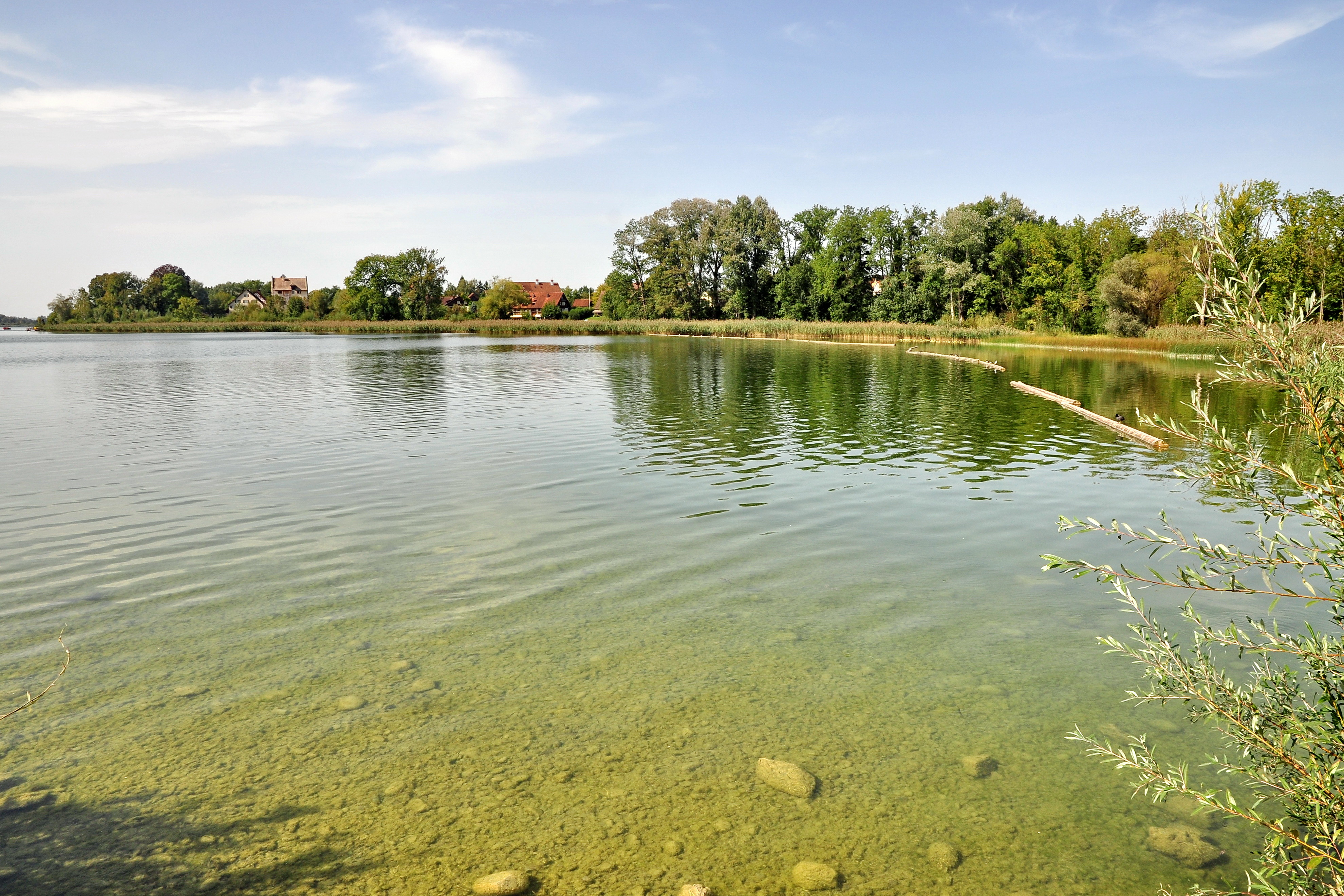
Lage der Fundstelle

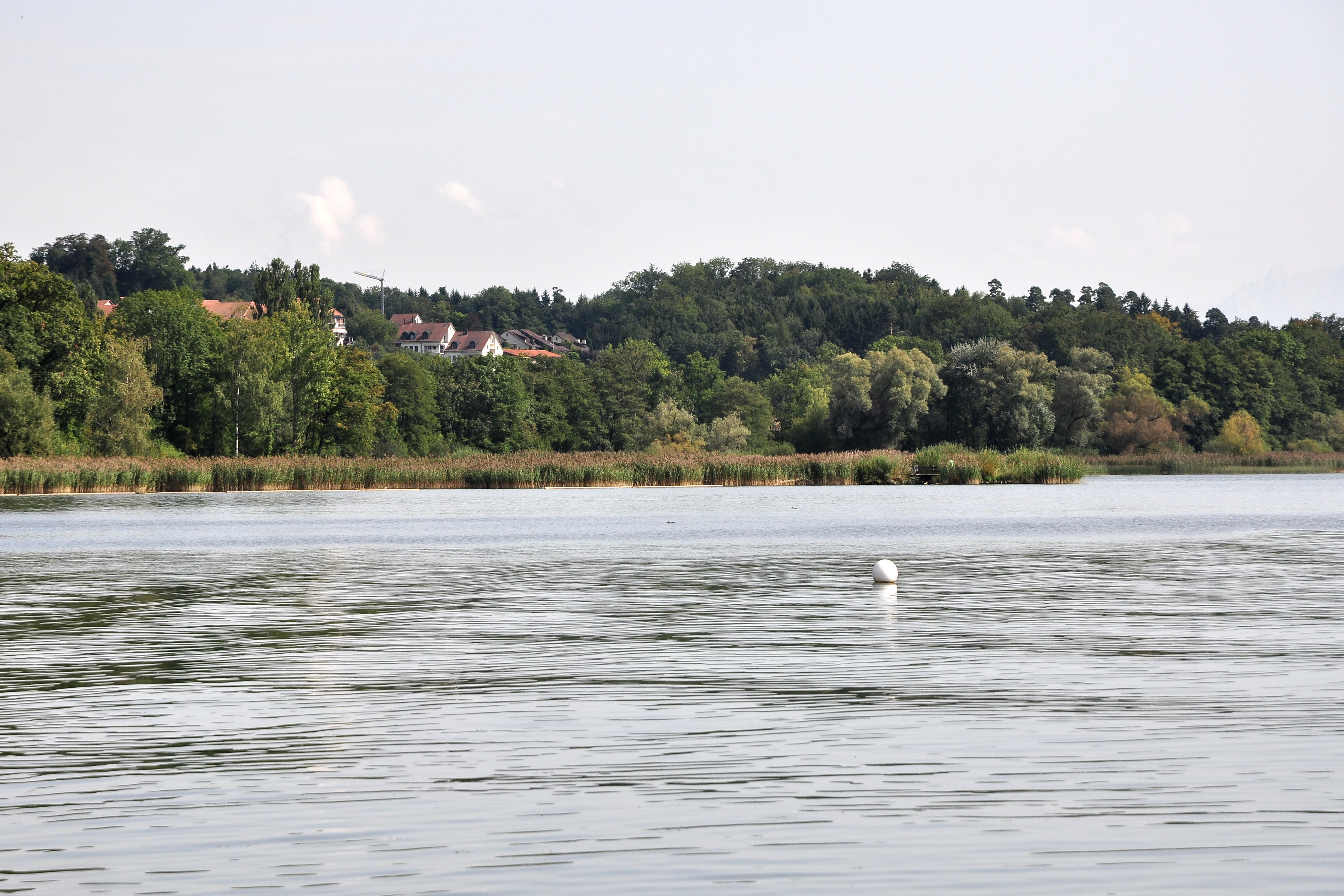
Gebiet Storen von der Seeseite

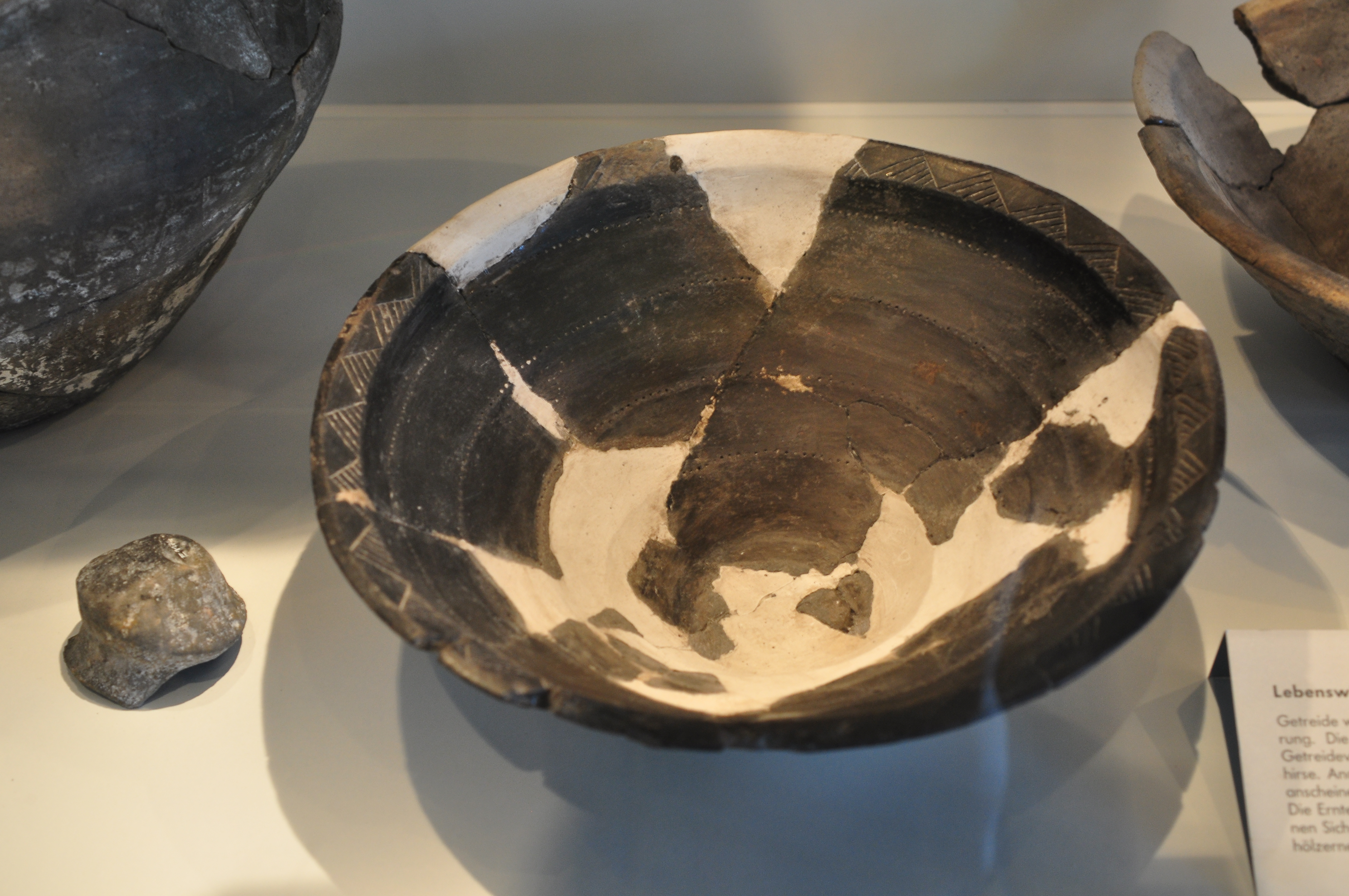
Keramik aus der benachbarten Fundstelle Furen, Schloss Greifensee

Greifensee-Storen-Wildsberg ist ein prähistorischer Siedlungsplatz am Greifensee auf dem Gebiet der Gemeinde Greifensee im Kanton Zürich in der Schweiz.

## Lage und Befund
Die ältesten Funde datieren aus der Zeit 3762 bis 3755 v. Chr. Die Siedlungsreste erstrecken sich über ein grossräumiges Gebiet am rechtsseitigen (nordöstlichen) Ufer des Greifensees auf dem Gemeindegebiet von Greifensee. Bemerkenswert ist die Lage an einem steilen Abhang des in der Neuzeit verlandeten Seebereichs. Aus wissenschaftlicher Sicht ist zudem eine Siedlungsphase der späten Horgener Kultur von besonderem Interesse. Zwei bereits 1934 gefundene Bronzedolche  und eine Drahtspule der Pfyner Kultur sind frühe Zeugnisse der Metallverarbeitung in der Region. Bis auf die Siedlungsreste am Seeufer (Böschen) ist das weitläufige und unter Naturschutz stehende Areal in seiner gesamten Ausdehnung bislang archäologisch weitgehend unerforscht.

## UNESCO-Weltkulturerbe und Kulturgut von nationaler Bedeutung
Die Siedlungsreste gehören zu den 111 Fundplätzen, die am 27. Juni 2011 als UNESCO-Weltkulturerbe Prähistorische Pfahlbauten um die Alpen anerkannt wurden.
Im Schweizerischen Inventar der Kulturgüter von nationaler Bedeutung ist die Fundstelle Storen-Wildsberg als Klasse-A-Objekt aufgeführt.